# 장피에르 오몽
장피에르 오몽(Jean-Pierre Aumont, 1911년 1월 5일 ~ 2001년 1월 30일)은 프랑스의 배우이다.

## 영화
- 누벨바그의 추억 (2010, Deux de la vague)
- 대통령의 연인들 (1995년)
- La Grande Collection - 애증 (1993년)
- 깐느의 연인 (1991년)
- 꼴레뜨 (1991년)
- 두 도시 이야기 (1989년)
- 신들의 풍차 (1988년)
- 스위트컨트리 (1987년)
- 신스 (1986년)
- 타인의 피 (1984, Le Sang des autres)
- 달리는 사이먼 (1981년)
- 네가 없는 낙원 (1979년)
- 마호가니 (1976년) - 크리스찬 로셋티 역
- 해피 후커 (1975년)
- 아메리카의 밤 (1973년)
- 하늘의 기사들 (1967년)
- 7대 죄악 (1962년)
- 4시의 악마 (1961년)
- 세븐스 씬 (1957년) - 폴 듀벨 역
- 나폴레옹 (1955년)
- 만일 베르사유에서 내게 이야기했더라면 (1954년)
- 디즈니랜드 (1954년)
- 클라이막스! (1954년)
- 릴리 (1953년)
- 한밤중의 늑대사냥 (1952년)
- 인생은 내일부터 (1949년)
- 어사인먼트 인 브리타니 (1943년)
- 북호텔 (1938년) - 피에르 역
- 이상한 드라마 (1937년)